# Nemčavci
Nemčavci (madžarsko Lendvanemesd) so naselje v Občini Murska Sobota.